# Mistral Special

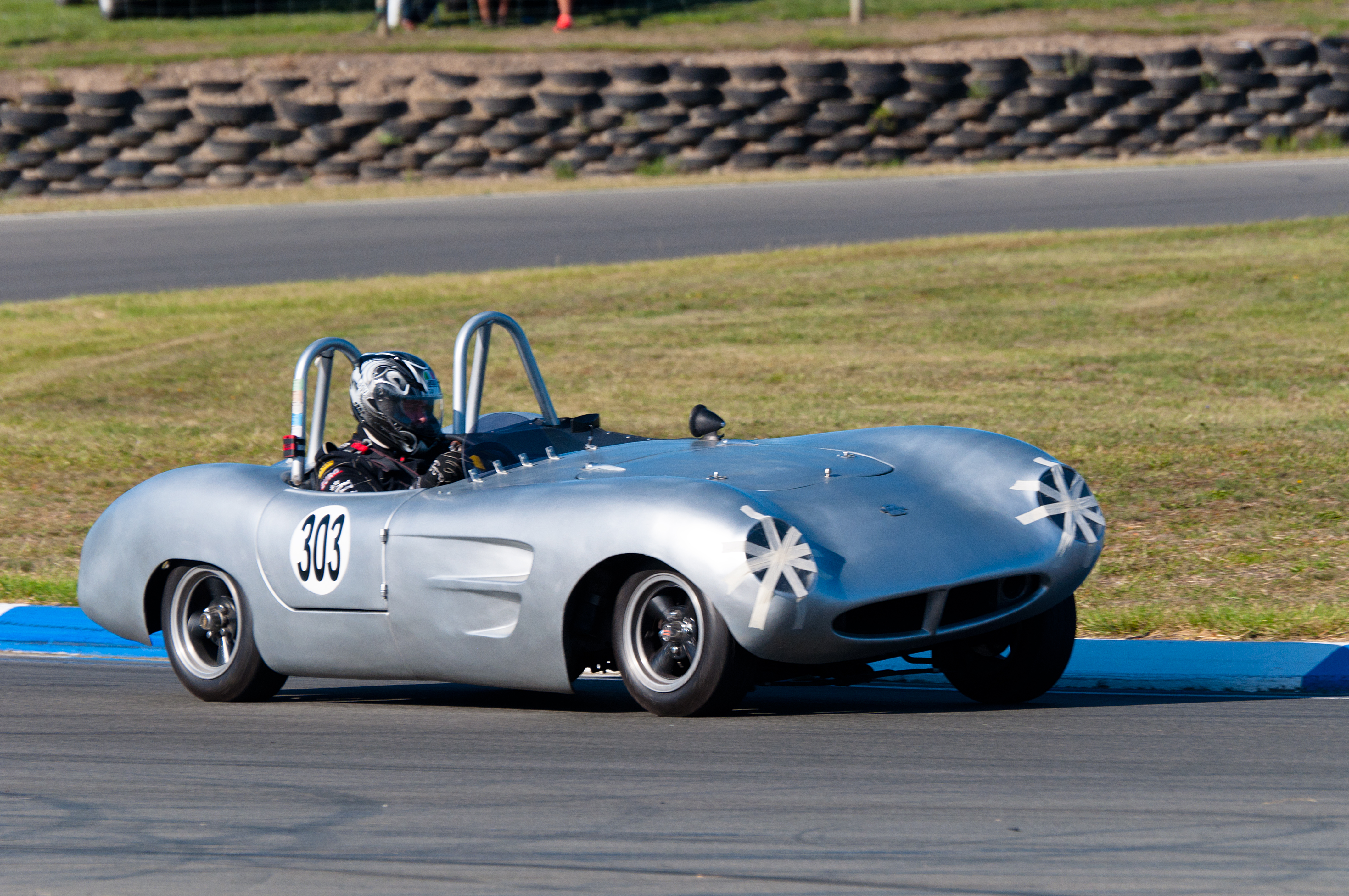
Mit einem Mistral-Kit karossiertes Fahrzeug

Unter der Bezeichnung Mistral fertigte der britische Hersteller „Microplas“ (offiziell Micron Plastics) Karosserien für den hauptsächlichen Einsatz im Rennsport. Diese auch als „Bodykits“ bezeichneten Bausätze waren aus glasfaserverstärktem Kunststoff und so konzipiert, dass sie mit relativ geringem Aufwand auf verschiedene Fahrgestelle (Chassis) montiert werden konnten.
In den 1950er-Jahren entwickelte sich im wieder aufblühenden internationalen Rennsport (wie zum Beispiel Formel 1, Le Mans usw.) eine Rennszene, die aufstrebenden Rennfahrern und semiprofessionellen Teams die Möglichkeit bot, mit den ihren Möglichkeiten entsprechenden Mitteln Rennen in selbst gefertigten Rennwagen, sogenannten „Specials“, zu bestreiten.
Das Mistral-Konzept war das zweite Karosseriedesign von „Microplas“ und wurde im April 1955 vorgestellt. Es war eine offene „Spider“-Karosserie. Der erste Entwurf war für einen Einsatz auf den Fahrgestellen des Ford Ten vorgesehen.

## Geschichte
Nach dem Zweiten Weltkrieg gab es zuerst im Bootsbau Überlegungen, verstärkte Kunststoffe zu verwenden. Da die meisten Automobile der damaligen Zeit auf Fahrwerken basierten, die ohne Aufbauten selbsttragend waren, folgten bald erste Versuche, Kunststoff auch für den Bau von Fahrzeugkarosserien einzusetzen. In England standen unter anderem Austin-Seven-Chassis zur Verfügung, die sich als gute Basis für Renn- und Sportwagen anboten, um zum Beispiel in Club-Rennserien eingesetzt zu werden.
Die Mistral-Karosserien wie auch die anderen Modelle entwarf Bill Ashton, ein ehemaliger RAF-Kampfpilot, Amateur-Rennfahrer und Angestellter bei MG. Während sich die anderen Modelle von Microplas eher an damals gängigen Straßensportwagen orientierten, nahm Ashton für das Mistral-Design Anleihen bei Rennwagen wie dem Jaguar C-Type oder den damaligen Ferrari- und Maserati-Barchetta-Karosserien. Nicht nur Amateurrennteams und Hobbybastler nutzten die Bausätze, auch Fahrzeughersteller setzten sie ein. So verwendete TVR unter anderem bei seinem Modell Jomar Teile der Mistral-Serie. Auch Buckler (Mk. DD2), Fairthorpe (1956–1957 Electron) und Frazer Nash nutzten Mistral-Komponenten.
Ende der 1950er Jahre kostete die Mistral-Grundversion 58 Englische Pfund. In dieser Ausführung waren aber nur die 4 „Minimalkomponenten“ sowie eine Cockpit-Grundplatte enthalten und der zusammenmontierte Bausatz war nur eine „offene Schale“. Gegen Aufpreis konnten verschiedene Zusätze geliefert werden, wie zum Beispiel Innenkotflügel oder Trennwände zum Cockpit. Letztlich schlug ein nutzbarer Kit mit circa 85 Pfund zuzüglich Lieferkosten zu Buche, was aber einen immer noch günstigen Preis darstellte.
Insgesamt wurden zwischen 1955 und 1960 über 200 Mistral-Bodies verkauft. In den 1980er Jahren verschwand Micron Plastics vom Markt.
1989 gründete der Neuseeländer Roger Wilson  das Unternehmen Wilson Classics Sports Cars mit dem Ziel, Mistral-Sportwagen für den Einsatz im Oldtimer-Rennsport zu bauen. Es entstand eine Reihe von Entwürfen, um die ursprüngliche Mistral-Form zu modernisieren. Einige der Autos wurden gebaut und erfolgreich gefahren, aber die Nachfrage reichte für ein nachhaltiges Geschäftsmodell nicht aus, sodass das Unternehmen aufgelöst wurde.

## Konstruktion und Aufbau
Die Mistral Karosserien waren für Fahrgestelle mit einem Radstand zwischen 2210 mm und 2290 mm konzipiert. Später gab es eine Version für Radstände bis 2390 mm. Die Gesamtlänge des Aufbaus betrug 3660 mm, die maximale Breite war mit 1254 mm angegeben. Durch das leicht zu bearbeitende Kunststoffmaterial ließ sich die Karosserie relativ leicht verlängern, kürzen oder sonstigen Gegebenheiten anpassen. In der einfachsten Version wog der Kit etwas weniger als 40 Kilogramm.
Anfangs wurden komplette Karosserien gefertigt und ausgeliefert, aber bald entstand eine „Export-Version“ aus vier Teilen, die sich kompakt verpacken ließen, was die Transportkosten ins Ausland reduzierte. Dieser Bausatz bestand aus einer Fronthaube, einem Heckteil, das auch die herausschneidbaren Türen beinhaltete, sowie zwei Seitenteilen mit den Türschwellern. Das Material der Microplas-Karosserien war eingefärbt, sodass die Karosserien und einzelnen Teile des Bausatzes in unterschiedlichen Farben bestellt werden konnten.
Der Hersteller empfahl für den Mistral-Aufbau Rohrrahmen-Fahrgestelle mit zwei längslaufenden Trägern. Mit genügend handwerklichem Geschick konnte aber fast jedes selbsttragende Chassis unter Berücksichtigung der Motorposition und der notwendigen Kühlung mit der Karosserie kombiniert werden. 1955 präsentierte MG den MGA, der sich durch seinen Kastenrahmen mit Rohrtraversen und den Radstand von 2388 mm hervorragend für einen Karosseriewechsel eignete. Auf dieser Basis entstanden mehrere Fahrzeuge.
In der Fachpresse wurde über Fahrzeuge mit Triumph-TR3-Chassis,  Invicta-3-Litre-Fahrgestell und neben den zu erwartenden Ford-basierten Specials auch über Mistral-Karosserien auf Lotus- oder Jaguar-Chassis berichtet.

## Lizenz und Export
Die Mistral-Kits wurden in Großbritannien, den USA und Deutschland verkauft. 1956 vergab Microplas eine Lizenz an den US-Amerikaner Warren „Bud“ Goodwin. Der kalifornische Sportwagenrennfahrer gründete in Los Angeles die Firma „Sports Car Engineering“ und verkaufte die Mistrals unter der Bezeichnung „the Spyder“. Die kurze Version kostete USD 295, eine längere Variante USD 345. Es wurden Chassis sowohl für Straßen- als auch Renneinsätze angeboten. Eine der Mistral-Karosserien von Sports Car Engineering verwendete Frank Arciero in seinem Arciero Special.
Goodwin verkaufte die Mistral-Bausätze für ein paar Jahre, bevor er 1958 Sports Car Engineering an Du Crest Fiberglass verkaufte. Track Kraft, ein weiteres Unternehmen aus Los Angeles, produzierte Ende der 1950er und Anfang der 1960er Jahre ebenfalls Mistral-Lizenz-Bausätze und vermarktete sie als „Track Kraft TK-102“. Auch in Australien und Neuseeland gab es Lizenzversionen des Mistral-Aufbaus.

## Bemerkenswerte Exemplare

### Der „Acriero Special“
Der bekannteste  mit einer US-Mistral-Karosserie ausgerüstete Wagen dürfte der „Arciero Special“ gewesen sein, der auf Basis von Ferrari-, Maserati- und Jaguar-Komponenten 1958 von Frank Arciero als Rennwagen aufgebaut wurde und den unter anderem Dan Gurney fuhr. Der Wagen basierte auf dem Chassis eines Ferrari 375 MM (#0362) mit Ferrari- und Jaguar-Aufhängungselementen. Der Motor stammte aus einem Indy-500-Rennwagen und war ein Maserati-DOHC-Aggregat mit acht Zylindern und 4,2 Liter Hubraum. Die Mistral-Kunststoffkarosserie beschaffte sich Arciero bei Sports Car Engineering für USD 345. Neben Gurney wurde der Wagen auch noch von Bob Bondurant, Bob Drake und anderen pilotiert. Das Fahrzeug soll eine Spitzengeschwindigkeit von 180 Meilen pro Stunde (290 km/h) erreicht haben.

### Frazer Nash Le Mans Replica / Mistral
Frazer Nash war ein englischer Hersteller von Sportwagen und Formel-1-Fahrzeugen. Ab 1952 „befreite“ man einige der sogenannten „Frazer Nash Le Mans Replicas“ von ihren Karosserien und baute auf ihrer Basis Einsitzer. Mitte 1955 wurde eine der bis dahin verwendeten Aluminiumkarosserien durch eine Microplas-Mistral-GFK-Karosserie ersetzt. Das einzige Rennen des Autos in dieser Konfiguration war die Dundrod TT am 17. September 1955, in dessen zweiter Runde Ken Wharton kurz nach „Deer’s Leap“ an einem Unfall mit mehreren Fahrzeugen beteiligt war, bei dem ein Feuer ausbrach. Wohl auch durch das verwendete Karosseriematerial brannte das Auto völlig aus und wurde schwer beschädigt nach Isleworth zurückgebracht.

## Sonstiges
Ein in Amerika aufgebauter Mistral mit einem Austin-Healey-Chassis wurde in einer Szene des Elvis-Presley-Films „Spinout“ (dt.: „Sag niemals ja“) von 1966 eingesetzt.
Der „Arciero Special“ mit der Mistral-Karosserie war ebenfalls in Filmen zu sehen, z. B. in „Roadracer“ (von 1959).